# Чемпионат мира по хоккею на траве среди женских молодёжных команд
Чемпионат мира по хоккею на траве среди женских молодёжных команд (англ. Hockey Junior World Cup) — международное соревнование сборных команд по хоккею на траве, проводящееся под эгидой Международной федерации хоккея на траве (FIH) с 1989 года. Проводится раз в четыре года. Возраст игроков должен быть максимально 21 год (по состоянию на 31 декабря года, предшествующего году проведения чемпионата).
С 1979 года проводится чемпионат для мужских молодёжных команд.
Наиболее успешно в розыгрышах чемпионата выступали 4 сборных команды: сборная Нидерландов выиграла чемпионат 3 раза, сборная Южной Кореи — 2 раза, сборные Аргентины и Германии — по одному разу (по состоянию на декабрь 2014).

## Регламент турнира
Чемпионат разделён на две части: квалификация и финальный турнир. В финальный турнир команды попадают, только добившись успеха в квалификации — прямо в финальный турнир ни одна команда не попадает.

### Квалификация
Все команды, желающие квалифицироваться для участия в финальном турнире чемпионата, принимают участие в чемпионатах своих континентов. Федерация каждого континента получает два места для участия занявших первые два места в своем чемпионате в финальном турнире чемпионата мира. Остальные места заполняются командами по решению Международной федерации (занимающими наиболее высокие места в рейтинге молодёжных сборных).

### Финальный турнир
Команды разбиваются на две группы (распределение по группам определяется местами, занимаемыми в мировом рейтинге сборных) и играют между собой по круговой системе в один круг. Занявшие первые два места в группах выходят в «медальный» раунд, где играют сначала в полуфиналах; затем победители полуфиналов играют в финальном матче за 1-е место, проигравшие в полуфиналах — в матче за 3-е место. Остальные команды, занявшие в групповом раунде места ниже 2-го, играют между собой «классификационные» матчи для окончательного определения итоговых занятых на чемпионате мест.

## Результаты

### Победители и призёры
| 1989 | Оттава, Канада          | ФРГ              |                    | Республика Корея | СССР             |                    | Нидерланды       |
| 1993 | Террасса, Испания       | Аргентина        |                    | Австралия        | Германия         |                    | Республика Корея |
| 1997 | Соннам, Южная Корея     | Нидерланды       | 2-0                | Австралия        | Аргентина        | 3-1                | Германия         |
| 2001 | Буэнос-Айрес, Аргентина | Республика Корея | 2-2 (4-3) пенальти | Аргентина        | Австралия        | 2-0                | Нидерланды       |
| 2005 | Сантьяго, Чили          | Республика Корея | 1-0                | Германия         | Нидерланды       | 2-1                | Австралия        |
| 2009 | Бостон, США             | Нидерланды       | 3-0                | Аргентина        | Республика Корея | 2-1                | Англия           |
| 2013 | Мёнхенгладбах, Германия | Нидерланды       | 1-1 (4-2) пенальти | Аргентина        | Индия            | 1-1 (3-2) пенальти | Англия           |
| 2016 | Сантьяго, Чили          |                  |                    |                  |                  |                    |                  |

### Команды, занимавшие призовые места
| Команда          | Золото               | Серебро               | Бронза   | 4-е место      |
| ---------------- | -------------------- | --------------------- | -------- | -------------- |
| Нидерланды       | 3 (1997, 2009, 2013) |                       | 1 (2005) | 2 (1989, 2001) |
| Республика Корея | 2 (2001, 2005)       | 1 (1989)              | 1 (2009) | 1 (1993)       |
| Аргентина        | 1 (1993)             | 3 (2001*, 2009, 2013) | 1 (1997) |                |
| Германия^        | 1 (1989)             | 1 (2005)              | 1 (1993) | 1 (1997)       |
| Австралия        |                      | 2 (1993, 1997)        | 1 (2001) | 1 (2005)       |
| Индия            |                      |                       | 1 (2013) |                |
| СССР#            |                      |                       | 1 (1989) |                |
| Англия           |                      |                       |          | 2 (2009, 2013) |

* = сборная страны-хозяйки турнира
^ = включая результаты, показанные сборной ФРГ в 1989 году
# = страны, которые впоследствии разделились на несколько независимых государств